# Vypálení synagog v Rize
K vypálení synagog v Rize došlo v prvních dnech německé okupace města Rigy, hlavního a největšího města Lotyšska. Značné, i když zpochybňované množství Židů bylo zabito. Ve stejnou dobu bylo zahájeno mnoho dalších antisemitských opatření, které nakonec vedly k vraždě drtivé většiny Židů Lotyšska.

## Německá okupace

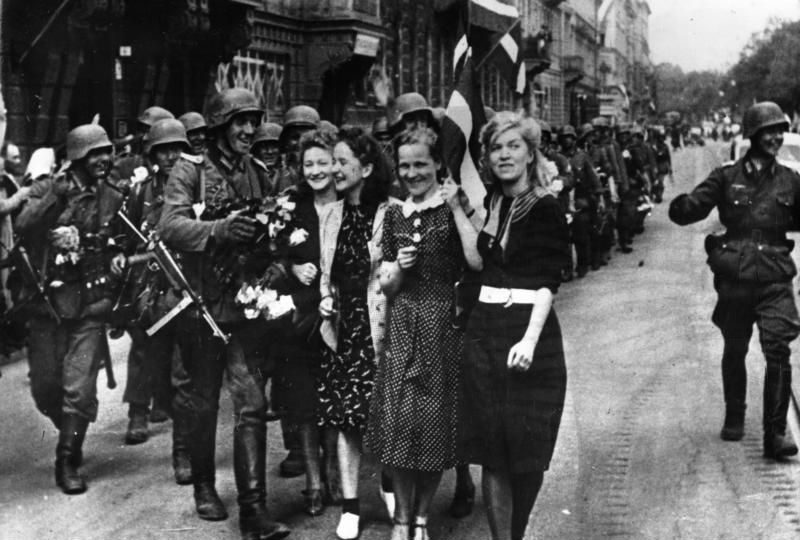
Původní titulek německé propagandistické fotografie zveřejněné 7. července 1941 říká: „Když německá vojska dobyla Rigu, obyvatelé jásali radostí. Lidé, kteří již měsíce trpěli hrůzou a poslední týdny se schovávali ve sklepech jejich domů, spěchali na ulice, aby mohli přivítat německé vojáky.“

Německá armáda překročila hranice časně ráno v neděli 22. června 1941. Sovětské ozbrojené síly utrpěly drtivou porážku. 29. června se Rudá armáda začala chaoticky stahovat z Rigy pod německým leteckým bombardováním. Ustupující Sověti vyhodili do povětří všechny mosty přes řeku Daugava, aby zpomalili německý postup. Nejvyšší kostelní věž ve městě byla věž Svatého Petra, která vzplála německými bombami. Někteří sovětští stoupenci ve městě vyrazili s kbelíky vody a dávali peníze ustupujícím vojákům, ale byla to marná gesta uprostřed vojenské pohromy. 1. července 1941 vstoupila německá armáda do Rigy. Toho času bylo ve městě asi 40 000 Židů. Většina nežidovských obyvatel Němce v Rize přivítala.

## Akce proti Židům
Krátce poté, co německá vojska vstoupila do města, se nacistická okupační správa snažila lotyšské nacionalisty navést ke spáchání protižidovské vzpoury známé jako "pogromy". Do tří měsíců bylo v Rize a okolí zabito více než 6 000 Židů. Cílem nacistů byli hlavně odborníci jako právníci, lékaři a inženýři. Frida Michelson uvedla, že byli vyčleněni z řad Židů lotyšskými profesionály, zatčeni a okamžitě zastřeleni. Velké skupiny vězňů byly odvezeny nákladním autem z ústředního vězení do lesa Biķernieki, kde byli zastřeleni. Lotyšští ozbrojení mladíci nosící červenobílé pásky na rukávu na popud Němců 2. července procházeli městem, odvlekli Židy z jejich domovů a zatkli je. Lotyši napadli několik Židů, některé tak vážně, že zemřeli, a ostatní postříleli. To samé ráno byly Židům odpojeny všechny telefony.
Pērkonkrusts (hákový kříž) bylo jméno lotyšské fašistické strany, která byla aktivní v 30. letech 20. století. Členové Pērkonkrusts spolupracovali s nacisty ve vyhlazování Židů Lotyšska, patřili sem mimo jiné i Viktors Arājs a Herberts Cukurs. Zapojena byla i univerzitní bratrství. Po německé okupaci v červenci roku 1941 převzala strana Pērkonkrusts dům židovského bankéře Schmuliana v Rize v ulici Valdemāra 19. Dům se stal jejím ústředím. Noviny v Rize Tēvija („Vlast“) pravidelně zveřejňovaly protižidovskou propagandu, jako úvodník 11. července 1941, který nesl název „Židé - zdroj našeho zničení“.
Zatčení Židé byli vzati na policejní ředitelství a do centrální věznice, známé jako Zentralka. Staří a nemocní lidé byli přineseni nazí. Mladé ženy se musely svléknout, byly zavedeny do sklepa, kde byly znásilněny. Také se objevily zprávy, že jsou ženy znásilňovány před jejich manželi a dětmi. Tradičně oblečení Židé, zvláště ti, co měli vousy, byli terčem ponižování. Byli vlečeni za vousy a přinuceni se oholit. Jiní si pod namířenou hlavní zbraně museli obléknout talit (modlitební plášť) a tfilin (modlitební řemínky), poté tancovat a zpívat sovětské písně. Lidé, včetně nežidovského obyvatelstva, byli často obviněni jejich nepřáteli „komunisticko-židovských aktivit“.
Po 2. červenci vypochodovali Židé z prefektury k vykonávání nucených prací, v noci byli stísněni zpátky v prefektuře. Prefektury měl na starosti Lotyš Roberts Stiglics. Mnoho z toho bylo jednoduše navrženo proto, aby ponížili a zastrašili Židy. I když alespoň v jednom případě pracovala malá skupina židovských žen v Jelgavě šest měsíců. Podle Kaufmanna byli Lotyši odpovědni za celou tuto dobu. Mimo jiných věcí nutili Židy zpívat nacistické písně a Internacionálu. Jediní Židé, kteří nepodléhali brutalitě v rukou lotyšských násilníků, byli ti, co byli členy Židovské lotyšské asociace bojovníků za svobodu (lotyšsky: Lačplēsis), jejich imunita však nevydržela dlouho.
Pokud zrovna profesor Ezergailis nezpochybňuje Kaumannovy popisy lotyšských činností, shledává věci, které Kaufmann popisuje, typické pro počáteční týrání Židů v jiných oblastech. Také dochází k závěru, že nezájem o úmyslné vraždění Židů Lotyši dokazuje, že to byli Němci, kdo masakry plánoval.

## Zničení synagog a hřbitovů

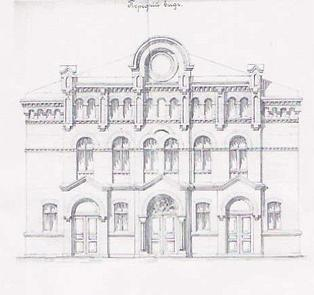
Tato synagoga v ulici Stabu byla vypálena 4. července 1941. Max Kaufmann, svědek požáru, uvádí, že v synagoze bylo zaživa upáleno 30 Židů.

Židé byli obklíčeni a natlačeni do synagog, které byly zapáleny. Velká chorální synagoga v Gogolské ulici byla zapálena 4. července 1941 s 300 Židy zamčenými ve sklepě.  Historik Gertrude Schneider, který přežil německé ghetto, obviňuje tyto muže: Viktors Arājs, Herberts Cukurs a Vilis Hazners. Historik Press uvádí, že některé z obětí byli litevští Židé, kteří se tam ukryli. Schneider uvádí, že oběti byly hlavně ženy a děti. Frida Michelson, lotyšská Židovka, která vykonávala u Jelgavy nucené práce, když byly synagogy vypáleny, oznámila, že po jejím návratu do Rigy jí kamarád oznámil (ten to slyšel od někoho jiného), že haly a dvorek chorální synagogy byly plné litevských uprchlíků. Perkonkrusts a další lotyšští stoupenci obklopili budovu, uvěznili lidi uvnitř a zapálili ji. Vypálení synagogy bylo natočeno Němci a později se stalo součástí týdeníku wehrmachtu a to s následujícím komentářem: „Synagoga v Rize, která byla ušetřena komisary GPU, shořela o několik hodin později.“ Podle Bernarda Presse zapálili Herberts Cukurs, lotyšský důstojník leteckých sil, a jeho gang zločinců synagogu na ulici Stabu až potom, co dovlekli všechny Židy z okolních domů a zavřeli je uvnitř:
Očití svědci slyšeli lidi, kteří byli zamčeni uvnitř, jak volali o pomoc a viděli, jak se snaží rozbít okna synagogy zevnitř, aby se mohli dostat ven. Vypadali jak živé pochodně. Cukurs je zastřelil svým revolverem.

Ze synagog byly vynášeny svaté svitky a poté byly zapáleny. Podle Presse se mnoho Židů, kteří nosili modlitební šály a talit, vrhlo do ohně, aby zachránili svitky. Všichni byli zabiti.
Ezergailis tento moment zpochybňuje a prohlašuje, že se nikdo nepokusil zachránit svitky z plamenů.
Pouze synagoga Peitavus v centru města nebyla spálena a to kvůli jejímu umístění mezi obytnými domy. Interiér byl však vybrakován jako všechny další židovské kostely. Dav také zaútočil na židovské hřbitovy.
Kaufmann také popisuje několik případů Židů, kteří byli Lotyši zamčeni v synagogách, které potom byly zapáleny:
 * * * Vozidlo plné ozbrojených lotyšských dobrovolníků jelo do ulice Kalnu 9 na předměstí Moskvy. Všichni židovští nájemníci museli okamžitě opustit budovu a byli převezeni na starý židovský hřbitov. Tam byli zavřeni do synagogy a upáleni zaživa.

Ezergailis považuje za nevěrohodné, že byli Židé ve Velké chorální synagoze zamčeni ještě před tím, než byla zapálena. Potvrzuje, že v synagoze mohlo být 300 litevských uprchlíků. Předpokládá, že byli zabiti ještě před tím, než byla synagoga zapálena.
Mezi Židy zabitými v těchto masakrech byli kantor Mintza a jeho celá rodina, rabín Kilov a Sarah Rashin, mezinárodně proslulá houslistka, které bylo 21 let. (Jiný zdroj uvádí, že byla Sarah Rashina zavražděna v Rumbule 30. listopadu 1941.
Od 16. července 1941 již nemohli být Židé viděni v tramvajích Rigy. Ozbrojená lotyšská policie nosící červeno-bílé pásky zatýkala Židy na ulicích. Zatčení byli převezeni do policejní prefektury nedaleko železniční stanice a do ostatních vězení.

## Další omezení Židů

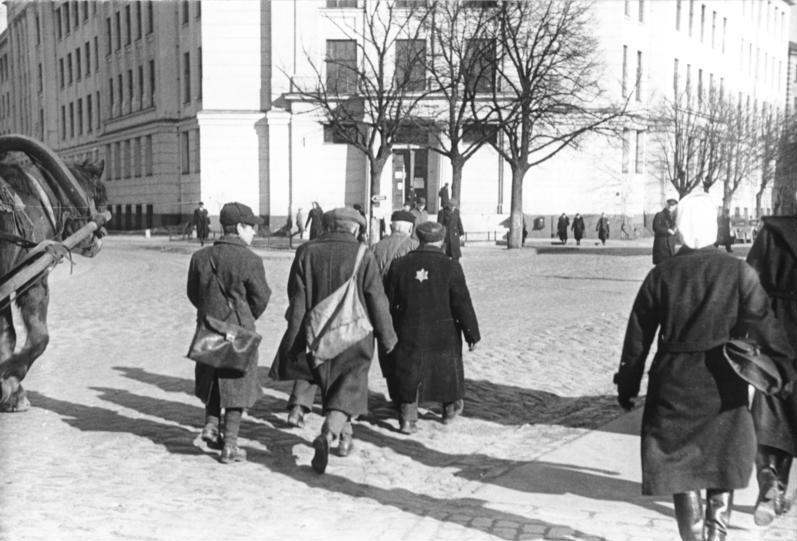
Fotografie z roku 1942, která zobrazuje Židy v Rize, jak nosí žlutou hvězdu a nesmí chodit po chodníku

Na konci července přešla městská správa od německé armády na německou civilní správu. Vedoucím civilní správy byl Němec Nachtigall. Další Němci zabývající se civilní správou byli Hinrich Lohse a Otto Drechsler. Němci vydali nové vyhlášky k řízení Židů. Podle „Nařízení jedna“ nesměli Židé na veřejná místa – městská zařízení, parky a bazény. Druhé nařízení vyžadovalo, aby Židé na oblečení nosili žlutou šesticípou hvězdu, porušení se trestalo smrtí. Židům byl udělen jen poloviční příděl jídla než jiným obyvatelům. V srpnu měl na starosti Rigu Němec Altmayer. Nacisté pak zaregistrovali všechny Židy Rigy a nařídili, že všichni Židé musí nosit ještě druhou žlutou hvězdu, tentokrát uprostřed jejich zad. Také nesměli používat chodníky a místo toho chodili po silnici. Židé mohli být beztrestně napadeni jinými obyvateli. Důvodem nošení dvou hvězd bylo, že mohli být v davu snadno odlišeni. Později, kdy byli litevští Židé převezeni do ghetta, pravidlo nošení dvou hvězd bylo zachováno.
Oficiálně převzalo gestapo věznici v Rize 11. července 1941. V té době zabily lotyšské gangy mnoho židovských vězňů. Gestapo si nejprve zřídilo své sídlo na bývalém lotyšském Ministerstvu zemědělství na Raina bulváru. Byla zřízena zvláštní židovská správa. Mučení a podobné taktiky výslechu byly prováděny v suterénu této budovy. Každý, kdo přežil toto zacházení, byl poslán do vězení, kde umřel hlady. Gestapo později přesídlilo do bývalého muzea na rohu bulvárů Kalpaka a Alexander.
Nacisté také zřídili lotyšskou loutkovou vládu pod vedením lotyšského generála Dankera, který byl poloviční Němec. „Odbor židovských afér“ byl zřízen v lotyšské policejní prefektuře. Byly představeny norimberské zákony, které se snažily donutit občany v manželství mezi Židem a ne-Židem k rozvodu. Pokud se odmítli rozvést, byla-li žena Židovka, muž musel podstoupit sterilizaci. Židovští lékaři nesměli léčit jiné obyvatele než jsou Židi, ne-židovští lékaří nesměli léčit Židy.

## Výstavba ghetta vRize
21. července se velení Rigy rozhodlo soustředit židovské pracovníky do ghetta. Všichni Židé byli registrovaní, byla zřízena židovská rada. Prominentní Židé Rigy jako Eljaschow, Blumenthal a Minsker byli vybráni do rady. Všichni z nich byli zapojeni do Sdružení židovských lotyšských bojovníků za svobodu a doufali, že jim to dodá důvěryhodnost při jednání s okupačními úřady. Členové rady dostali velkou bílou pásku s modrou Davidovou hvězdou, která jim dala právo používat chodníky a tramvaje. Nacisté vydali rozkaz, aby se všichni Židé z Rigy přemístili na Moskevské předměstí do 25. října 1941. Důsledkem toho bylo asi 30 000 Židů soustředěno od konce října 1941 v malé oblasti známé jako „Moskevský Forshtat“. Nacisté je oplotili ostnatým drátem. Každý, kdo se přiblížil k ostnatému drátu, byl zastřelen lotyšskou stráží, která byla rozmístěna po obvodu ghetta. Strážím poroučela německá policie (Wachmeister) z Gdaňska. Stráže se zabývali náhodnou střelbou během noci. 35 dní poté, co bylo ghetto založeno, muselo 24 000 obyvatel vypochodovat z města. Poblíž lesa Rumbula byli postříleni..

### Historiografie
- Angrick, Andrej, and Klein, Peter, Die "Endlösung" in Riga. Ausbeutung und Vernichtung 1941 - 1944, Darmstadt 2006, ISBN 3-534-19149-8
- Ezergailis, Andrew, The Holocaust in Latvia 1941-1944—The Missing Center, Historical Institute of Latvia (ve spolupráci s United States Holocaust Memorial Museum) Riga 1996 ISBN 9984-9054-3-8
- Kaufmann, Max, Die Vernichtung des Judens Lettlands (The Destruction of the Jews of Latvia), Munich, 1947, anglický překlad Laimdoty Mazzarins k dispozici online na Churbn Lettland -- The Destruction of the Jews of Latvia (všechny odkazy v tomto článku jsou čísla stránek v on-line vydání)
- Press, Bernhard, The murder of the Jews in Latvia : 1941-1945, Evanston, Ill. : Northwestern University Press, 2000 ISBN 0810117290
- Schneider, Gertrude, Journey into terror: story of the Riga Ghetto, (2d Ed.) Westport, Conn. : Praeger, 2001 ISBN 0275970507

### Souzení válečných zločinů a důkazy
- Stahlecker, Franz W., "Comprehensive Report of Einsatzgruppe A Operations up to 15 October 1941", Exhibit L-180, zčásti přeloženo a dostiknuto v Office of the United States Chief of Counsel For Prosecution of Axis Criminality, Nazi Conspiracy and Aggression, Volume VII, str. 978-995, USGPO, Washington DC 1946 ("Red Series")

### Osobní záznamy
- Michelson, Frida, I Survived Rumbuli, (přeloženo z Ruštiny a editováno Wolfem Goodmanem), The Holocaust Library, New York 1979 ISBN 0-89604-030-5

### Týdeníky a filmy
- Fritz Bauer Institut · Cinematographie des Holocaust (podrobně popisuje nacistický propagandistický týdeník DEUTSCHE WOCHENSCHAU // [NR. 567 / 30 / 16.07.1941] ///, který obsahuje scény, jímž se ve filmu říká válečná škoda v Rize, plné ulice Lotyšů vítající německé vojáky, krutosti NKVD, Židy nucené uklízet válečné škody, Židy napadené naštvanými Lotyši a vypálení Velké chorální synagogy.)

### Internetové stránky
- Great Choral Synagogue, at Rumbula.org